# Novinka (Volgograd)
|  | Per a altres significats, vegeu «Novinka». |

Novinka (en rus: Новинка) és un poble de l'óblast de Volgograd, a Rússia, segons el cens del 2010 tenia 462 habitants. Pertany al districte municipal de Jírnovsk.